# 313

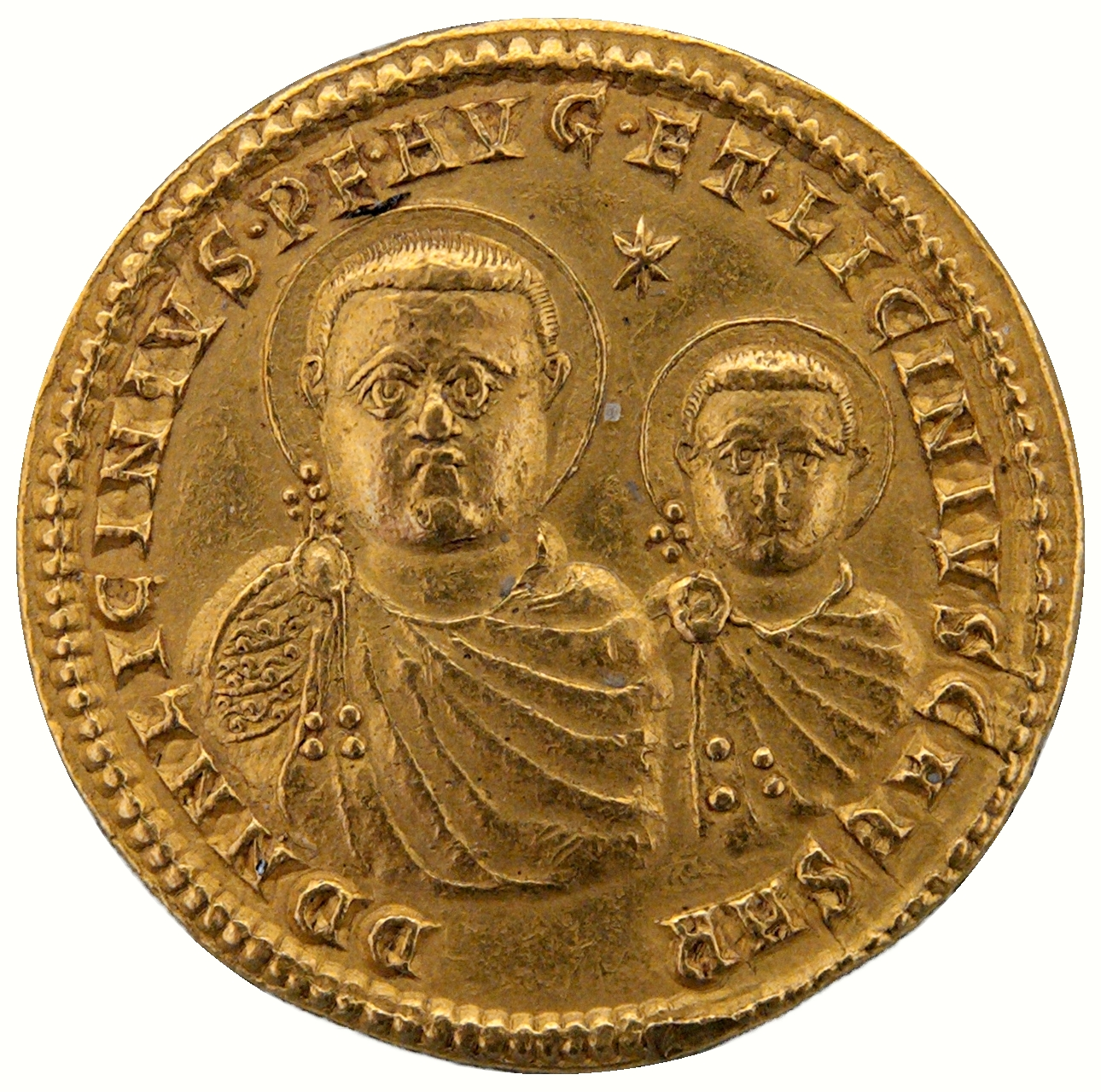
Keizer Licinius met zijn zoon Licinius II

Het jaar 313 is het 13e jaar in de 4e eeuw volgens de christelijke jaartelling.

## Gebeurtenissen

### Italië
- 3 februari - Edict van Milaan: Constantijn de Grote en medekeizer Licinius erkennen tijdens een conferentie in Milaan het christendom in het Romeinse Rijk. Het edict zorgt voor godsdienstvrijheid en gelijkgerechtigheid, in het bijzonder voor christenen. De Kerk krijgt haar bezittingen die waren geconfisqueerd terug en de gruwelijke christenvervolgingen worden stopgezet.
- Constantijn I laat de aartsbasiliek van Sint-Jan van Lateranen bouwen. De basiliek wordt een van de zeven pelgrimskerken van Rome.
- Lactantius, schrijver en adviseur van Constantijn I, schrijft zijn boek De mortibus persecutorum ("De dood van de vervolgers").

### Europa
- Constantijn I voert een veldtocht tegen de Franken en laat in de Lage Landen nederzettingen plunderen langs de Rijn.
- Maternus wordt de eerste bisschop van Keulen en sticht het bisdom Atuatuca.

### Klein-Azië en de Levant
- Keizer Maximinus II steekt met een leger (70.000 man) de Bosporus over en belegert Byzantium; de stad wordt na 11 dagen ingenomen.
- 30 april - Slag bij Adrianopel: Licinius verslaat zijn rivaal Maximinus II die vervolgens, vermomd als slaaf vlucht naar Nicomedia (İzmit). Licinius neemt de oostelijke gebieden over en regeert als Augustus (keizer) over het Oost-Romeinse Rijk.
- Eusebius treedt aan als bisschop van Caesarea.

### Azië
- Nintoku (r. 313-399) de vierde zoon van Ojin bestijgt als de 16e keizer van Japan de troon.
- Koguryo verdrijft de Chinezen uit Nangnang (huidige Pyongyang).

### Afrika
- In de Romeinse provincie Africa wordt Donatus tegenbisschop als leider van een nieuwe stroming, het Donatisme.

## Geboren
- Didymus de Blinde, Grieks-Egyptische theoloog (overleden 398)
- Licinius II, caesar en zoon van keizer Licinius (waarschijnlijke datum)

## Overleden
- Maximinus II (42), keizer van het Romeinse Rijk